# 貝城 (阿肯色州)
貝城（英語：Bay）是一個位於美國阿肯色州克雷格黑德縣的城市。

## 地理
貝城的座標為35°44′43″N 90°33′46″W / 35.74528°N 90.56278°W，而該地的平均海拔高度為70米（即230英尺）。

## 人口
根據2020年美國人口普查的數據，貝城的面積為8.02平方千米，當中陸地面積為8.00平方千米，而水域面積為0.02平方千米。當地共有人口1876人，而人口密度為每平方千米234人。